# Cheval au Nigeria
Le cheval est, au Nigeria, un animal de travail et de prestige, de moins en moins présent dans la vie quotidienne. La plupart des animaux sont bâtés pour le transport, d'autres sont montés, notamment pour la pratique du polo. Le Festival du Durbar, propre au nord du pays, est l'occasion de parades équestres, notamment par les Haoussas, dans plusieurs localités. La race locale est connue sous le nom de « Nigérian ».   

## Histoire
Dans les années 1980, la pratique du polo gagne en popularité.
L’élevage équin est désormais (2014) en régression au Nigeria ; peu de Nigérians du nord déclarent en effet posséder un cheval ou être en contact avec cet animal, par comparaison à d'autres espèces domestiques.

## Pratiques et usages

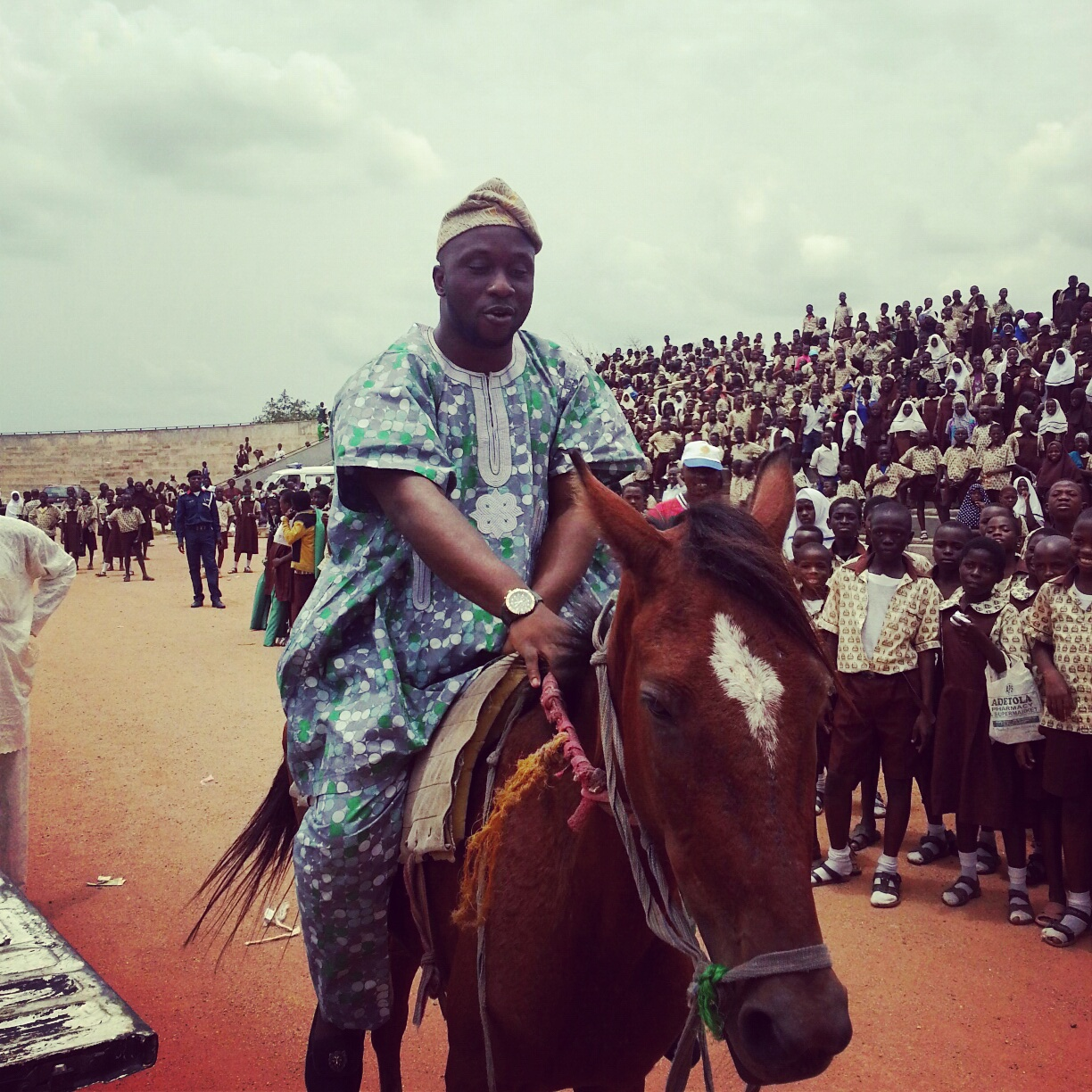
Cavalier Yoruba, Osun, en célébration d'un festival Ilobu.

La plupart des chevaux nigérians sont destinés au transport sous la selle et attelé, et au bât. L'art du convoyage à dos de cheval est ainsi particulièrement ancien. Historiquement, les chevaux ont toujours été mis à profit pour des activités de contrebande entre le Cameroun et le Nigeria.
L'animal revêt aussi une dimension de prestige pour son propriétaire ou cavalier. Le Nigeria est connu pour ses durbar, parades équestres et pédestres particulièrement présentes parmi les communautés Haoussas, dans plusieurs villes du nord du pays, notamment à Kano, Katsina, Bida, Bauchi et Zaria, à l'occasion de la fin du ramadan (Aïd el-Fitr) et de l'Aïd al-Adha.
Le polo est pratiqué au Nigeria, notamment dans les régions de Kaduna, Kano et Jos, une compétition annuelle étant organisée à Zaria. 

## Élevage

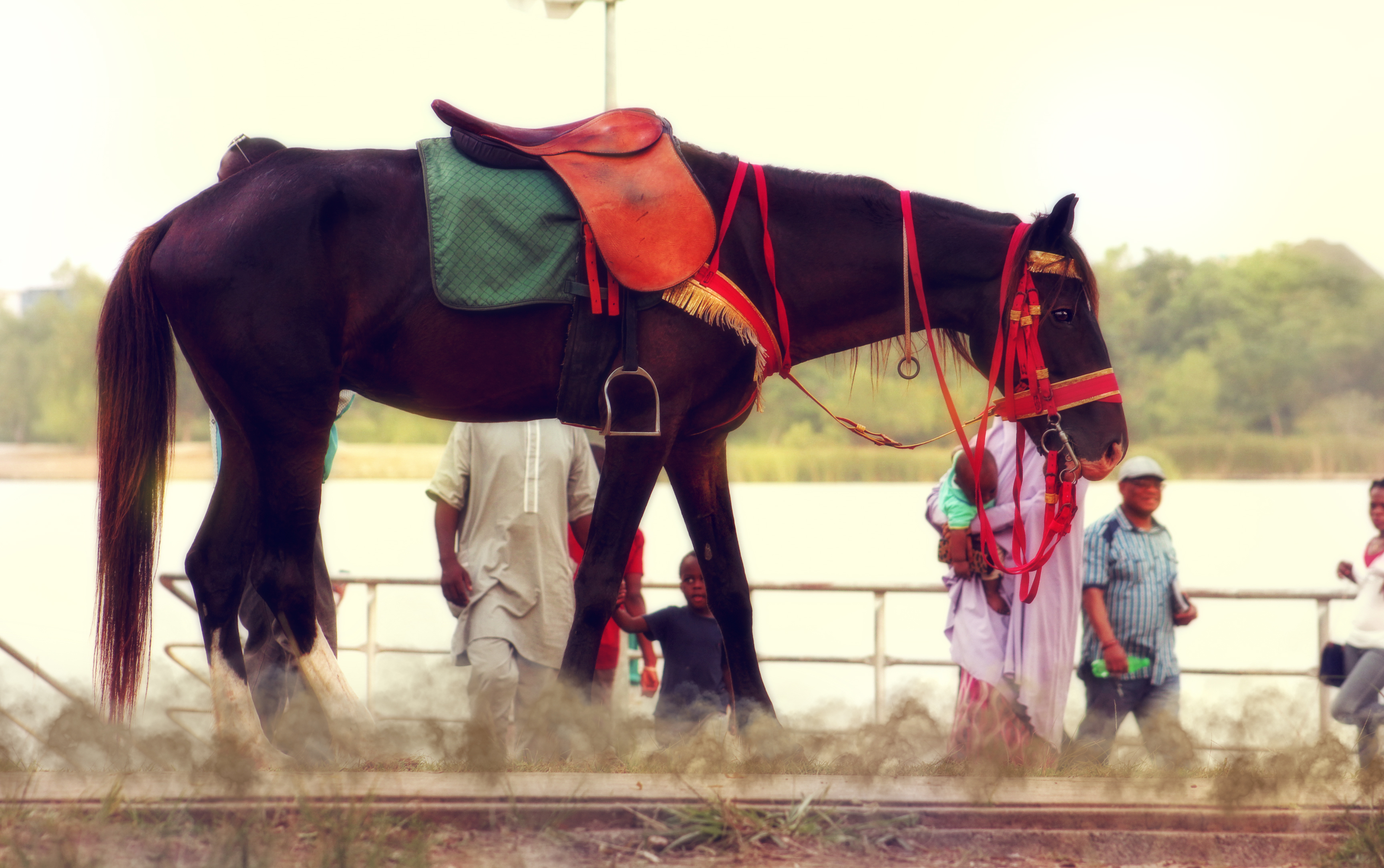
Cheval nigérian sellé

La base de données DAD-IS répertorie (2020) quatre races de chevaux élevées au Nigeria : le poney Bhirum, le Bornu, le Hausa, et le Sulebawa. Cependant, le guide Delachaux (2014) et CAB International (2016) classent ces possibles races ensembles, sous le nom de Nigérian, race décrite comme une variété de Dongola. Des poneys de polo argentins ont été importés pour la pratique de ce sport. 
La plupart des activités d'élevage du Nigeria sont le fait des Peuls, qui possèdent très peu de chevaux en comparaison des troupeaux de bovins, d'ovins et de caprins. L'importance du cheval chez les locuteurs du ron, établis sur le plateau nigérien, a également été soulignée, en 1981.
Malgré l'existence d'épidémies de brucellose au Nigeria, sa prévalence est assez rare chez les chevaux locaux, de l'ordre de 14,7 % (chiffres 2011). La présence de Toxoplasma gondii était effective chez 38,5 % des chevaux nigérians en 1983. 25 % des chevaux nigérians du nords du pays, analysés pour les besoins d'une étude vétérinaire en 2012, sont parasités par des strongles ou des hemoparasites. L'infection par des arbovirus concerne environ 10 % du cheptel, en  particulier par la fièvre de la vallée du Rift. En 1956, une maladie mortelle pour les chevaux, caractérisée par des troubles nerveux, est désignée dans le sud du Nigeria sous le nom de staggers ; le virus est isolé en 1958. La peste équine est endémique au Nigeria, près de 80 % des animaux testés (en 1995) ayant développé des anticorps contre cette maladie.    
Les Nigérians font usage de diverses plantes pour soigner et laver les chevaux. Adansonia digitata (le baobab africain) est utilisé comme tonifiant sanguin et pour le maintien en forme, des feuilles de cet arbre étant déposées dans la nourriture des chevaux. Aerva tomentosa sert de purgatif, notamment en cas de morsure de serpent. Les graines d'Anogeissus schimperi, et le fruit ainsi que la racine de Balanites aegyptiaca, sont employés comme vermifuges. Les feuilles et la racine pilée d'Anona senegalensis sont utilisés comme tonifiant. Les feuilles d'Aspilia latifolia servent à laver les chevaux, dans le sud du Nigeria.

## Culture
En 1972 et 1973, une étude ethnologique menée dans l'État de Kano met en évidence le rôle du cheval lors des rituels de possession chez les Haoussas, en combinaison avec la musique et le culte divin : les chevaux sont perçus comme la monture des esprits.